# Thierry Laurent
Thierry Laurent (Villefranche-sur-Saône, 13 september 1966) is een Frans voormalig wielrenner. Hij was beroepsrenner tussen 1989 en 1999 en reed voor onder meer R.M.O., Festina en Lotto. Laurent werd in 1988 Frans kampioen op de ploegentijdrit bij de amateurs, samen met Jacky Durand, Laurent Bezault en Pascal Lino.
In 1999 beëindigde hij zijn carrière na een peesontsteking.

## Belangrijkste overwinningen
1988
- Frans kampioen ploegentijdrit, Amateurs (met Jacky Durand, Laurent Bezault en Pascal Lino)

1989
- 1e etappe Ronde van de Sarthe
- Eindklassement Ronde van de Sarthe
- 1e etappe Grand Prix du Midi Libre
- 5e etappe Ronde van de Europese Gemeenschap

1990
- 4e etappe Tour d'Armorique

1991
- 2e etappe, deel A Route du Sud

1992
- 3e etappe Ronde van de Limousin
- 5e etappe Ster van Bessèges

1996
- 6e etappe Ronde van de Ain
- 4e etappe Vierdaagse van Duinkerken

## Resultaten in voornaamste wedstrijden
| Jaar | Ronde van Italië | Ronde van Frankrijk | Ronde van Spanje |
| ---- | ---------------- | ------------------- | ---------------- |
| 1989 |                  |                     | 106e             |
| 1990 |                  | 107e                |                  |
| 1991 |                  | 102e                |                  |
| 1992 |                  | 79e                 |                  |
| 1993 |                  |                     |                  |
| 1995 |                  | opgave              |                  |
| 1996 |                  | 104e                |                  |
| 1997 |                  |                     |                  |

| Jaar | Milaan-San Remo | Gent-Wevelgem | Amstel Gold Race | Bretagne Classic |
| ---- | --------------- | ------------- | ---------------- | ---------------- |
| 1989 |                 |               |                  |                  |
| 1990 |                 | 65e           |                  |                  |
| 1991 |                 |               | 4e               |                  |
| 1992 |                 |               |                  |                  |
| 1993 |                 |               |                  | Brons            |
| 1995 | 154e            | 92e           |                  | 27e              |
| 1996 |                 |               |                  |                  |
| 1997 |                 | 128e          |                  |                  |